# Том Лістер (молодший)
Томас Дуейн Лістер-молодший (англ. Thomas Duane Lister, Jr.; 24 червня 1958 Комптон, Каліфорнія, США — 10 грудня 2020, Марина дель Рей, США); також відомий, як Томмі «Тайні» Лістер (англ. Tommy "Tiny" Lister) — американський характерний актор і колишній рестлер. Відомий ролями Дібо у фільмі «П'ятниця» та президента Ліндберга у фільмі «П'ятий елемент». Під час своєї короткої кар'єри в рестлінгу двічі зустрічався з Халком Хоганом: в 1989 році в World Wrestling Federation (WWF) під ім'ям Зевс (англ. Zeus), і в 1996 році в World Championship Wrestling (WCW) під ім'ям Зі-Гангста (англ. Z-Gangsta). Лістер був сліпий на праве око.